# Le Sud (chanson)
Pour les articles homonymes, voir Le Sud.
Singles de Nino Ferrer
La Maison près de la fontaine
(1972) Alcina de Jesus
(1975)
Le Sud est une chanson écrite, composée, interprétée et coproduite par Nino Ferrer, publiée le 25 février 1975 par le label CBS. Dernier et plus grand succès du chanteur, elle est le symbole de la carrière de cet artiste, par lui très mal vécue, partagée entre succès populaires et albums ambitieux ignorés du grand public. 
L'enregistrement et la publication de cette chanson lui sont en effet imposés par sa maison de disque dans une optique commerciale : CBS accepte de publier l'album Nino and Radiah entièrement interprété en anglais à condition que le titre South donne lieu à une version en français, destinée à sortir en 45 tours.

## Histoire

### Une période foisonnante
Nino Ferrer revient vivre en France en 1971 après un séjour de plus de trois ans en Italie, où il a enrichi son style musical de nouvelles influences comme en témoigne l'album live Rats and Rolls publié confidentiellement en 1970. Souhaitant être reconnu comme un musicien important, et non un faiseur de variétés, il est porteur d'une ambition nouvelle : proposer des albums désormais conçus dans leur globalité (il utilisera  le terme d'« opéra en 40 minutes »), à la place des collections de chansons sorties en 45 tours que sont ses premiers albums. Il publie ainsi Métronomie en 1972, album de rock progressif et psychédélique, qui reprend en partie le contenu de Rats and Rolls. Début 1973 parait Nino Ferrer and Leggs, ce second album studio résultant de sa rencontre avec le guitariste anglais Micky Finn et proposant des morceaux plus bruts, Micky Finn étant à la tête d'un groupe de hard-rock.

### The house is there
Nino Ferrer s'inspire ensuite de la musique folk et country américaine, ayant été fortement impressionné par l'album Harvest de Neil Young. Il travaille plusieurs mois sur une chanson dont les paroles lui ont été inspirées par l'ambiance qui règne à La Martinière, la propriété de style colonial où il vit désormais en région parisienne, et qui lui rappelle les demeures de l'Italie et de la Nouvelle-Calédonie où il a passé une partie de son enfance. 
Le morceau, dont les paroles sont écrites initialement en anglais (« Between the big trees, the flowers and the green grass, the house is there »), s'intitule South, et est enregistré en novembre 1973 aux studios londoniens Trident. Il porte la marque des productions anglo-saxonnes de l'époque : forte réverbération, orchestre à cordes rappelant certaines productions des Beatles ou de T. Rex enregistrées dans le même studio.

### Nino, Radiah, and South
L'enregistrement est ensuite enrichi par une contribution vocale de Radiah Frye, une danseuse, mannequin et actrice américaine. Celle-ci, alors la compagne d'un ami italien de Nino Ferrer, réside depuis peu dans son domaine de La Martinière, et va marquer de sa présence l'album Nino and Radiah.
Nino Ferrer vient en effet de faire aménager un studio d'enregistrement dans le sous-sol de sa propriété, afin de disposer de davantage de liberté vis-à-vis de sa maison de disques (il a imposé d'être le producteur de ses disques depuis Métronomie). L'enregistrement de l'album Nino and Radiah s'y déroule en 1974. Il marque une nouvelle inflexion, vers un style funk et soul qui se démarque du morceau South, en raison du recrutement d'un nouveau groupe de musiciens américains de passage en France, qui, pour l'occasion, se fait appeler The Ice. South est placé au début de l'album, son rythme pop-folk introduisant le tumulte funky des autres morceaux.

### DeSouthauSud

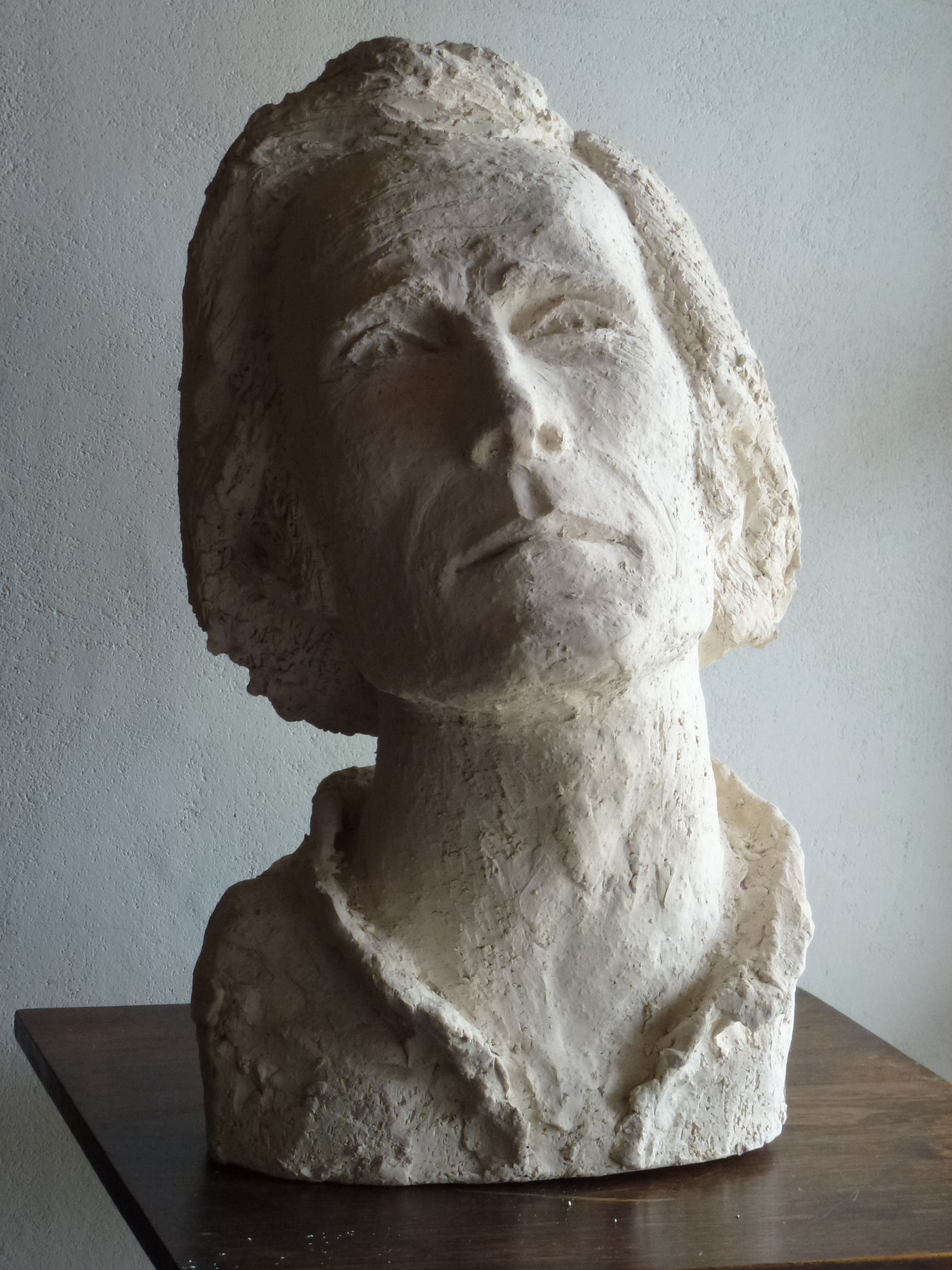
Buste de Nino Ferrer

Le contrat de Nino Ferrer avec Barclay arrive à échéance en 1974 ; ses albums précédents ayant connu peu de succès, et ses orientations artistiques étant difficilement cernables, son renouvellement s'annonce tendu. L'artiste met en avant South, dont le potentiel est immédiatement détecté, mais refuse catégoriquement d'enregistrer une version française qui pourrait connaître plus facilement le succès, et contrebalancerait un album uniquement chanté en anglais, dont le style pourrait de nouveau déconcerter le public. Libéré de tout engagement avec Barclay, Nino Ferrer signe un nouveau contrat chez CBS par l'entremise de son ami Richard Bennett, ce qui permet la parution de Nino and Radiah. 
Mais il a finalement concédé la publication d'une version française de South, baptisée Le Sud, qu'il avait en fait en réserve, ayant déjà écrit les paroles en français associées à ce morceau (« C'est un endroit qui ressemble à la Louisiane, à l'Italie »). Son enregistrement a lieu, dans des conditions difficiles, dans les studios du musicien et producteur Bernard Estardy, qui a commencé sa carrière en l'accompagnant à l'orgue. Nino Ferrer, dont le caractère colérique est connu, reproche à Estardy d'abaisser le morceau au niveau de la variété française, si bien que le chanteur finit, après quelques jours, par détester cette version qui lui est imposée et va à l'encontre de ses ambitions artistiques. Le mixage final du titre se fait sans le chanteur que Bernard Estardy a expulsé du studio. Quelques mois plus tard Nino Ferrer investit une forte somme pour ré-enregistrer Le Sud à Londres avec l'aide de Paul Buckmaster, l'arrangeur des premiers albums d'Elton John. Cette nouvelle version ne le satisfaisant pas davantage, les bandes sont finalement détruites et le chanteur donne son aval à la version d'Estardy.

### Succès et postérité
L'album Nino and Radiah connaît un succès d'estime (environ 60 000 exemplaires). Sorti en 45 tours quelques mois plus tard, Le Sud est le plus grand et le dernier succès de Nino Ferrer, se classant numéro un des ventes en France durant deux semaines au printemps 1975, et s'écoulant à plus de 600 000 exemplaires. Ce succès fige Nino Ferrer dans son rôle de faiseur de tubes de variétés (mot qu'il déteste, selon l'une de ses proches) et l'analyse qu'il fait de sa carrière et de sa relation avec l'industrie musicale. En décembre 1983, il déclare lors d'une émission à la télévision française, s'exprimant sur son aversion envers les tubes : « Le Sud, par exemple, qui est une chanson que j'adore, par le fait qu'elle ait été un gros succès, elle a attrapé une espèce de relent de médiocrité », précisant qu'il a été « obligé de la faire à toutes les sauces dans des endroits qui ne lui convenaient pas. » Il refusera toute sa vie que la chanson soit associée à l'album Nino and Radiah où figure uniquement South.
Des années plus tard, il déclarera encore : « Une chanson comme ça, on n'en écrit qu'une dans une vie », sans préciser s'il faisait référence à une version particulière. Après l'échec de Suite en œuf sorti la même année que Le Sud, et qu'il a refusé de promouvoir, Nino Ferrer décide de s'éloigner de Paris. Hésitant quelques mois entre un exil américain et une installation dans le sud de la France, il fait finalement l'acquisition d'une bâtisse médiévale, La Taillade, située dans le Quercy, qui sera sa dernière demeure, où il continuera à composer et enregistrer, sans plus connaître de grands succès, et donnera libre cours à sa seconde passion, la peinture.
Son complice Micky Finn signale qu'avec lui Nino Ferrer a maintes fois tenté d'enregistrer une version de la chanson qui le satisfasse. Le Sud figure, dans des versions différentes, sur les deux derniers disques du chanteur : La Vie chez les automobiles (1994) qui compile des enregistrements dans un cadre familial ou lors de passages dans les médias, et sur Concert chez Harry (1995), qui évoque la tournée de promotion liée à la publication de La Désabusion sorti en 1993.
En 2004, à l'occasion de la publication de la première intégrale posthume de Nino Ferrer, Le Sud apparaît en bonus d'un album renommé Nino and Radiah et le Sud. Le morceau figure parmi les trois mille classiques du rock retenus par Gilles Verlant dans La Discothèque parfaite de l'odyssée du rock et semble faire désormais partie de la culture populaire française.

## Classements
| Classement (1975)                       | Meilleure position |
| --------------------------------------- | ------------------ |
| Belgique (Flandre Ultratop 50 Singles)  | 26                 |
| Belgique (Wallonie Ultratop 50 Singles) | 1                  |
| France (IFOP)                           | 1                  |
| Pays-Bas (Nationale Hitparade)          | 51                 |

| Classement (1975) | Position |
| ----------------- | -------- |
| France (SNEP)     | 8        |

## Reprises
L'artiste malien Salif Keïta reprend le titre en 1997 sur son album Sosie.
Beverly Jo Scott , dans une version très électrique , reprend ce titre dans l'album Amnesty For Eve, 1999.
Alain Bashung reprend le titre en 2005 sur la compilation On dirait Nino. Le groupe belge Venus le reprend également en anglais (South).
Il est interprété à Nantes par une chorale de 200 enfants dans la cour du Château des Ducs de Bretagne à l'occasion de l'édition 2019 de la Fête de la musique.
Le chanteur britannique Murray Head reprend régulièrement la chanson Le Sud de son ami Nino Ferrer lors de ses concerts en France, ce qui lui permet de la chanter en français.
Steeve Estatof reprend la chanson en face B de son premier single, issu de l’album À l’envers, tous les deux sortis en 2004.
Le groupe Feu! Chatterton reprend la chanson dans l'émission Boomerang d'Augustin Trapenard sur France Interen 2021.
Natasha St-Pier revisite le titre Le Sud dans son album Ma Plus Belle Histoire D'amour, consacré aux plus grandes chansons du patrimoine musical francophone.